# جسيم مشحون

يبين الشكل دوران الإلكترون سالب الشحنة حول النواة موجبة الشحنة بتأثير قوة التجاذب الكهربائية.

في الفيزياء، جسيم مشحون (بالإنجليزي: Charged particle) هو جسيم ذو شحنة كهربية وقد يكون هذا الجسيم أيوني أو جسيم دون ذري، تسمى الغازات أو أي تجمع آخر يحتوي على جسيمات مشحونة (موجبة، سالبة، متعادلة) البلازما وهي الحالة الرابعة للمادة لأن خواصها تختلف تماما عن خواص المادة الصلبة، السائلة وكذلك الغازية.